# Hồ Cấm Sơn
Hồ Cấm Sơn nằm trên địa phận huyện Lục Ngạn (tỉnh Bắc Giang) giáp với xã Cai Kinh, huyện Hữu Lũng, tỉnh Lạng Sơn.. Hồ thuộc các xã Sơn Hải, xã Tân Sơn, xã Hồ Đáp và xã Cấm Sơn, được hình thành từ hồ nước tự nhiên kết hợp với việc xây dựng đập để tạo thành một hồ điều tiết nông nghiệp lớn nhất ở phía Bắc.
Bình thường mặt hồ rộng 2.600 ha nhưng đến mùa mưa, lũ nhiều, nước dâng cao, mặt hồ lúc này có thể rộng đến 3.000 ha. Chiều dài của hồ gần 30 km (18,8 dặm Anh), bề ngang nơi rộng nhất 7 km (4,38 dặm Anh), chỗ hẹp nhất 200 m (600 ft).
Xung quanh hồ là những dãy núi cao bao bọc, hay nói một cách khác bờ của hồ chính là những ngọn núi điệp trùng và cây cao bóng cả. Bên cạnh đó, vùng lân cận của hồ là nơi sinh sống của các cộng đồng dân tộc Tày, Nùng. Với những dự án quy hoạch xây dựng xung quanh khu vực hồ Cấm Sơn, không bao lâu nữa, Cấm Sơn sẽ trở thành nơi tham quan nghỉ mát hấp dẫn với nhiều loại hình du lịch: bơi thuyền, leo núi, câu cá, đi bộ vào các làng xóm của đồng bào dân tộc, hay đi chơi rừng v.v... Đi ô tô từ Hà Nội tới thành phố Bắc Giang khoảng 51 km (32 dặm Anh) đến nơi có cửa sông của sông Hóa là 98 km (61 dặm Anh) rồi rẽ vào hồ Cấm Sơn.

## Hồ Cấm Sơn trong nghệ thuật
Năm 1972, nhạc sĩ Phó Đức Phương sáng tác nhạc cho một bộ phim tài liệu nhan đề "Sông nước quê hương". Hồ Cấm Sơn là một công trình thủy lợi lớn của tỉnh Hà Bắc khi ấy. Và bài hát "Vịnh cảnh hồ Cấm Sơn" được lồng vào phần âm nhạc của bộ phim tài liệu trên. Sau đó, tác giả cho giới thiệu bài hát của mình với tên mới: "Hồ trên núi".